# لودرز
لودرز (به انگلیسی: Loders) یک روستا و محله مدنی در بریتانیا است که در West Dorset واقع شده‌است. لودرز ۵۱۸ نفر جمعیت دارد.